# Paluzza
Paluzza (en frioulan : Paluce) est une commune de l'ancienne province d'Udine dans la région autonome du Frioul-Vénétie Julienne en Italie.

## Géographie
La commune se situe dans la région de Carnie, sur le côté sud des Alpes carniques (Monte Coglians) et de la frontiére autrichienne au col du Monte Croce Carnico, à environ 75 kilomètres au nord d'Udine.

## Administration
| Période                                  | Période  | Identité     | Étiquette | Qualité |
| ---------------------------------------- | -------- | ------------ | --------- | ------- |
| 14 juin 2004                             | En cours | Aulo Maieron |           |         |
|                                          |          | Elia Vezzi   |           | Avocate |
| Les données manquantes sont à compléter. |          |              |           |         |

### Hameaux
Casteons, Cleulis, Englaro, Naunina, Rivo, Timau

### Communes limitrophes
Arta Terme, Cercivento, Comeglians, Forni Avoltri, Ligosullo, Paularo, Ravascletto, Rigolato, Sutrio, Treppo Carnico, Kötschach-Mauthen (Autriche)

## Langues
- Niveau régional : Furlan ou Frioulan.
- Niveau local : Tjarniel (sauf pour le hameau de Timau qui possède son propre dialecte (germanisant) : le Timavese).

## Personnalités
- Manuela Di Centa (née en 1963), fondeuse.